# Valdinar Barros
Valdinar Pereira Barros, mais conhecido como Valdinar Barros (Igarapé Grande, 1 de novembro de 1957) é um agricultor e político brasileiro, filiado ao Partido dos Trabalhadores (PT). Ele foi deputado estadual (2007–2011).

## Carreira política
Em 2006, foi eleito deputado estadual pelo Partido dos Trabalhadores (PT). 
Em 2007, tornou-se líder do governo Jackson Lago (PDT).
Em 2009, com a posse de Roseana Sarney, Valdinar passou à oposição. 
Em 2010, candidatou-se a reeleição a deputado estadual, sem êxito. Apoiou Jackson Lago e Dilma Rousseff.
Em 2014, candidatou-se a deputado estadual, sem êxito. Apoiou Flávio Dino.